# Alta Val Tidone
Alta Val Tidone är en kommun i provinsen Piacenza i regionen Emilia-Romagna i Italien. Kommunen hade 3 016 invånare (2018).
Alta Val Tidone bildades den 1 januari 2018 genom en sammanslagning av de tidigare kommunerna Caminata, Nibbiano och Pecorara.